# Laborinquen
Laborinquen, a veces conocido incorrectamente como Laborinque, La Borinque, La Borinquen,  La-Borinque, o La-Borinquen, es un barrio obrero del municipio de San Vicente del Raspeig (España).

## Historia
Laborinquen es un barrio obrero que nació en la década de 1960 creado por migraciones de vecinos procedentes de la provincia de Granada, la provincia de Cuenca y la provincia de Albacete, sobre todo de la provincia albaceteña, con predominio de familias procedentes de municipios como La Gineta, Minaya, La Roda, El Bonillo o Casas de Haro. Estas familias principalmente manchegas comenzaron a construir viviendas bajas adosadas en una zona de la huerta sanvicentera, sita en la partida El Raspeig.
Las casas se fueron construyendo de forma ilegal, sin licencia, ya que se trataba de una zona de suelo rústico, totalmente periférica del núcleo urbano. Estas casas fueron consolidando una serie de calles, formando un barrio, que finalmente obligó al ayuntamiento a legalizarlo urbanísticamente.
El topónimo Laborinquen se debe a que en la zona existía un chalet o villa denominada Borinquen, el nombre antiguo de la isla de Puerto Rico. Junto a la villa, había una gran balsa de agua que se utilizaba para regar toda la zona, que era conocida como la balsa de La Borinquen. Con el tiempo, las palabras La y Borinquen se unieron, creándose el topónimo Laborinquen, que se oficializó definitivamente en los documentos administrativos municipales.

## Descripción general
En la actualidad, este barrio que posee 260 habitantes (INE, 2016) debido a la expansión urbanística que ha experimentado San Vicente del Raspeig a finales del siglo XX, Laborinquen ha quedado prácticamente integrado de lleno en el entramado urbano, dejando de ser el barrio periférico que fue desde su creación. El ayuntamiento progresivamente ha ido urbanizando y mejorando las condiciones del barrio, primero asfaltando sus calles y posteriormente instalando alumbrado público, creando una plaza y dotándolo de diferentes servicios.
Laborinquen es un barrio muy afectado por las lluvias y la gota fría, fácilmente inundable. En 2010 el ayuntamiento de Luisa Pastor anunció la instalación del colector antirriadas para evitar problemas al barrio, promesa política que aún no se ha materializado. También ese mismo año, el ayuntamiento anunció la implantación de una nueva red de alcantarillado que separe las aguas negras y las pluviales, algo que tampoco se ha llevado a cabo. 
Entre las principales reivindicaciones históricas de los vecinos, además de la mejora de alcantarillado, se encuentra la retirada de la línea eléctrica aérea de media tensión eléctrica que cruza el barrio, así como torres eléctricas en el viario urbano.
Otro de los aspectos que cambiará la fisonomía del barrio será la construcción de la Ronda Este, la cual está prevista que ensanche considerablemente la calle río Algar desde calle Balsa a calle Laborinquen, hecho que producirá que el barrio quede totalmente integrado dentro del nuevo cinturón urbano de la ciudad.
En 2007 se inauguró el colegio La Almazara adosado literalmente a casas del barrio, hecho que cambió considerablemente la vida del barrio, convirtiéndolo en un punto de atracción aunque generando problemas de movilidad urbana.
En 2014 Jesús Villar escogió el barrio Laborinquen para presentar su candidatura a las primarias para liderar el PSOE de San Vicente en las cuales venció.
En 2016 se rodó en el barrio el cortometraje Scratch, protagonizada por Javier Bódalo y dirigida por David Valero, en la que participó el alcalde Jesús Villar.
En 2017 se crearon huertos urbanos públicos que de manera transitoria permanecerán mientras se desarrolla la futura zona deportiva junto al barrio. Ese mismo año se construyó un carril bici y se mejoró la calle del Hielo que llevaba años en precario estado.

## Servicios
- Autobús urbano: A pocos metros del barrio se sitúa la parada del autobús urbano "Baiona Baixa - Policía Local" de la Línea 46B (Hospital-Polígono Canastell-Pla Contxeta) que durante los días laborales tiene una frecuencia de paso de 5 minutos.[7]
- CEIP La Almazara: Adosado junto al corazón del barrio se encuentra el colegio de educación infantil y primaria La Almazara. Un centro educativo inaugurado en 2007. Antes de su construcción, existió un planteamiento de denominar al centro CEIP Laborinquen pero el ayuntamiento decidió apostar por el nombre de La Almazara en homenaje a la antigua almazara que se encuentra junto al colegio.
- Pista Polideportiva: Instalación deportiva municipal que se encuentra en los límites del barrio junto al colegio L'Horta. El barrio no cuenta con zona deportiva como tal, pese a la cercanía de esta pista polideportiva o la Ciudad Deportiva Municipal.
- Huerto urbano Laborinquen: Construidos en 2017, con un total de 1.872 m² de área de cultivo repartidos en 39 parcelas individuales, que son gestionadas por vecinos del municipio y entidades locales.[8]
- Museo del aceite: La antigua almazara, sita en el barrio Laborinquen, ha sido declarada como Bien de Relevancia Local por la Conselleria de Cultura, así como su inclusión en el Catálogo de Bienes y Espacios Protegidos de San Vicente del Raspeig. Se trata de un antiguo caserón singular de San Vicente convertido en museo, que permite conocer cómo se elaboraba el aceite de oliva en el municipio con técnicas artesanales.[9]
- Fábrica de hielo: Se trata de la única industria que existe en el barrio. Hielos del Sureste, es una tradicional empresa del barrio dedicada a la fabricación y venta de hielo en forma de barra y en cubo de hielo. En 2017, el ayuntamiento en honor a la tradicional fábrica, denominó oficialmente como calle del Hielo a la calle que va desde el camino de la Baiona Baixa y la calle Laborinquen.
- Mesón Laborinquen: Situado en la calle Laborinquen, 26, se trata de un mesón situado en una casa tradicional del barrio con especialidad en arroces y carnes a la brasa. Posee una gran chimenea que conserva de la casa tradicional y que encienden en invierno a gusto de los comensales. Es un lugar habitual de almuerzo entre ciclistas que terminan su ruta los fines de semana.[10]

## Fiestas
Laborinquen celebra sus fiestas el primer fin de semana de agosto. En ellas se puede disfrutar de festejos, actuaciones musicales o verbenas populares.